# ان‌جی‌سی ۲۷
ان جی سی ۲۷ (به انگلیسی: NGC 27) یک کهکشان مارپیچی در صورت فلکی زن برزنجیر است.